# 草席芋螺
草席芋螺（学名：Conus fulgetrum），是新腹足目芋螺科芋螺属的一种。主要分布于韩国、中国大陆、台湾，常栖息在潮间带岩礁、潮间带。